# Урукуя
Урукуя (порт. Urucuia) — муниципалитет в Бразилии, входит в штат Минас-Жерайс. Составная часть мезорегиона Север штата Минас-Жерайс. Входит в экономико-статистический микрорегион Жануария. Население составляет 11 486 человек на 2006 год. Занимает площадь 2072,340 км². Плотность населения — 5,5 чел./км².

## История
Город основан 27 апреля 1992 года.

## Статистика
- Валовой внутренний продукт на 2003 год составляет 32 537 125,00 реалов (данные: Бразильский институт географии и статистики).
- Валовой внутренний продукт на душу населения на 2003 год составляет 3061,45 реалов (данные: Бразильский институт географии и статистики).
- Индекс развития человеческого потенциала на 2000 год составляет 0,675 (данные: Программа развития ООН).